# 埃克西拉 (愛荷華州)
埃克西拉（英語：Exira）是一個位於美國愛荷華州奧德班縣的城市。

## 地理
埃克西拉的座標為41°35′30″N 94°52′42″W / 41.59167°N 94.87833°W，而該地的平均海拔高度為385米（即1263英尺）。

## 人口
根據2010年美國人口普查的數據，埃克西拉的面積為2.64平方千米，均為陸地。當地共有人口840人，而人口密度為每平方千米318人。